# Homaspis petiolata
Homaspis petiolata är en stekelart som beskrevs av Barron 1990. Homaspis petiolata ingår i släktet Homaspis och familjen brokparasitsteklar. Inga underarter finns listade i Catalogue of Life.